# Бузулукский Спасо-Преображенский монастырь
Бузулу́кский Спасо-Преображе́нский монасты́рь — мужской монастырь Бузулукской епархии Русской православной церкви, основанный в 1853 году рядом с городом Бузулуком.
В начале XX века являлся крупнейшим мужским монастырём Самарской епархии, действовал по строгому уставу пустынножительства, заимствованному из Глинской пустыни. Монастырь владел списком со знаменитой иконы «Всех Скорбящих Радость» с грошиками, тоже почитавшимся чудотворным. Являлся центром местного паломничества, ежегодно его посещали тысячи человек.
В годы советской власти монастырь был закрыт и осквернён; его постройки в основном сохранились, но заняты исправительной колонией. С конца 1990-х началось постепенное возрождение монастыря: заново отстроен один из храмов монастыря, расположенный над монастырским пещерным скитом, устроенным по подобию пещер Киево-Печерской лавры. Сами пещеры, которые были расчищены, являются крупнейшим центром паломничества в Оренбургской области. 4 мая 2017 года Священный синод Русской православной церкви официально открыл этот монастырь.
Последний настоятель монастыря был репрессирован, как и известный член монастырской братии, схимонах Максим, чьё народное почитание к настоящему времени достигло значительных размеров. Бузулукская епархия Русской православной церкви собирает материалы для их канонизации.

## История

### Предыстория

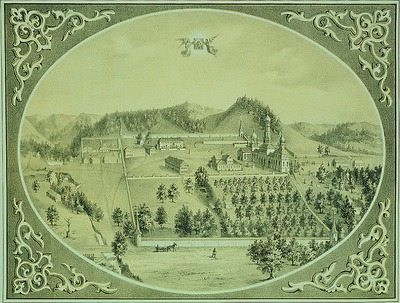
Бузулукский в честь Преображения Господня монастырь. Тоновая литография. 1864 г. (Государственный исторический музей)

К северу от города Бузулук находятся Атаманские горы — отроги Общего Сырта.
Живописная и необитаемая местность привлекла внимание крестьянина села Тримихайловка (ныне Сухоречка) Никиты Лоскутова, желавшего вести духовную жизнь свою в уединении и отшельничестве:

«Отсюда куда ни кинь свои поражающиеся удивлением взоры, всюду увидишь чарующие картины дивных окрестностей. И так хорошо, так возвышающе на душу действует эта своеобразная красота гор и лесов, что хочется верить, что Сам Творец от создания мира предназначил это место для обители, для жизни иноков, уже отказавшихся от греховной красоты мира»

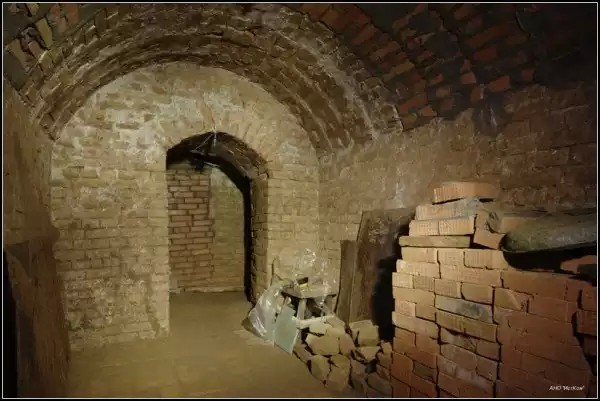
Пещеры. Большая комната, предположительно здесь размещался алтарь. Потолочная кладка современная, была восстановлена, так как в помещении был большой обвал, вероятно из-за взрывных работ

К Лоскутову часто присоединялись для совместной молитвы казак Иван Иванович Гнедышев со своим товарищем, известным лишь по имени — Тимофей, а также несколько человек из бузулукских мещан. Совместными усилиями они выкопали на склонах горы пещеры и устроили в них скит. Впрочем, по данным одного из оренбуржких краеведов, пещеры могли быть выкопаны раньше шайкой разбойников, обосновавшихся в этих местах, и уже после их ухода из этих мест подземные ходы заняли старцы-отшельники.

Один из исследователей истории монастыря писал: 
«Летопись дополняет про этих блаженных старцев, что они неоднократно слышали по ночам раздававшийся близ этих пещер чудесный звон колоколов, который им как бы пророчески вещал, что здесь в недалеком будущем воссияет благодатью Божьей иноческая жизнь, процветут христианские добродетели и умножатся подвиги Господа ради; воссияют, как светильники спасительных маяков, и как бы долженствующие ярко озарят всех плавающих в глубокой темноте ночной глубокого житейского моря Христовы подвижники, и их победная над миром и грехом песнь раздастся в молчаливых горах и лесах, как этот тихий и торжественно-чудный звон незримых колоколов».
Однако отшельническое уединение старцев было недолгим. В 1830-х годах слух об отшельниках широко распространился по округе, в результате чего множество народу, желавшего видеть и говорить с благочестивыми старцами, устремилось к пещерам. Поток паломников привлёк внимание властей, и так как было выяснено, что отшельники самовольно заняли земли, принадлежавшие Оренбургскому казачьему войску, им было велено вернуться в места постоянного проживания. Старцы смиренно подчинились.
Пещеры недолго пустовали. Приблизительно в 1835 году в этом месте сформировалась женская община, под руководством Марфы Аллемановой. На этот раз размещение общины было согласовано, казачье начальство даже выделило 5 десятин пахотной земли рядом с постройками. Эта община просуществовала около 10 лет, однако затем казачьи земли перешли в казённое ведомство, а община так и не получила утверждения со стороны церковных властей, вследствие чего сестёр попросили покинуть эти места. В дальнейшем они обосновались у бузулукского городского кладбища, некоторое время спустя основав Тихвинский монастырь.
В 1840-х годах у первых отшельников нашлись последователи, также искавшие уединения. Чтобы не быть изгнанными, как предшественники, новые обитатели пещер взяли нужный им участок земли в аренду. Место по-прежнему пользовалось известностью в окрестностях, и уже к концу 1840-х годов число ревнителей христианских подвигов стало достаточно велико, чтобы можно было испросить разрешения церковных властей на официальное утверждение обители. Общину в общении с властями представляли государственные крестьяне села Александровка Поликарп и Мефодий Рыжих и житель Старотепловской волости Михаил Чикунов.

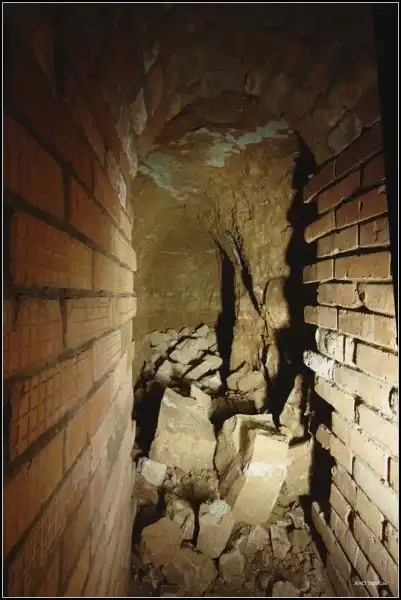
Предположительно одна из келий

В 1849 году епископ Оренбургский и Уфимский Иосиф доносил Святейшему Синоду о прошении основать общину. 27 августа Синод указал «всех споспешествовать возможными способами сему богоугодному предприятию», о просителям сообщил местный благочинный Пётр Левашов. Епархиальное начальство обратилось в Оренбургскую палату Государственных имуществ с просьбой о наделе предполагаемой обители земельными наделами для её финансового и имущественного обеспечения.
В 1850-м году Поликарп Рыжих с товарищами обратился с прошением о зачислении в духовное звание. Шесть человек были причислены к Уфимскому Успенскому монастырю, и пять человек были зачислены послушниками в Оренбургский архиерейский дом с оставлением всех на месте будущей обители, где было разрешено производить необходимые постройки.
При помощи благотворителя, бузулукского купца Артемия Зуева, братия приобрела в деревне Твердилово помещичий деревянный дом с мезонином и перевезла его к подножию Атаманской горы. В мезонине разместили домовую церковь, а братия заняла прочие помещения. Вскоре поступило уведомление о получении земли в монастырское владение, началось капитальное строительство. На каменном фундаменте был выстроен двухэтажный деревянный флигель с помещениями для трапезной, кухни и хлебопекарни.
В 1851 году была создана Самарская губерния, и дело о создании монастыря перешло в ведение Самарской епархии. В 1852 году епископ Евсевий ходатайствовал в Синод об официальном открытии монастыря. Синод согласился на открытие монастыря, указом от 21 февраля учредив мужской общежительный монастырь третьего класса, названный Спасо-Преображенским. В обители вводился устав в духе древнего пустынножительства по примеру Софрониевой и Глинской обителей. Для содержания обители дополнительно было выделено 150 десятин земли из Дружининского казенного участка, все постройки, уже сделанные на этой земле переходили в монастырскую собственность.
Один из проезжавших Бузулук путешественников писал:
«На противоположном берегу реки Самары возвышаются цепью небольшие горы, прорезанные двумя ущельями, по коим идет дорога, и называемые Атаманскими; при них формируется Преображенский мужской заштатный монастырь, называемый здесь пустыней…»
В декабре 1852 года решение Синода было передано обер-прокурору графу Протасову, который уведомил о нём императора. 21 февраля 1853 года Николай I наложил резолюцию «Согласен, предоставить план». Вскоре был высочайше утверждён и план строительства каменного храма при монастыре. Синод специальным указом уведомил епископа Евсевия об открытии монастыря. Тот лично прибыл на место открываемой обители.

### Монастырь
4 октября 1853 года на торжественной церемонии монастырь был провозглашён открытым, и в тот же день была освящена монастырская домовая церковь. Епископ Евсевий в напутственной речи указал насельникам обители её ближайшие и важнейшие задачи: её устройство, приведение в порядок и расширение хозяйственной и вообще материальной стороны жизни, а главное — это должное соблюдение духовной стороны жизни монастыря.
Также Евсевий произвёл в различные степени монашества некоторых из числа братии монастыря, которая насчитывала уже до 55 человек. Указом Самарской духовной консистории исполняющим обязанности настоятеля был назначен основатель обитель Поликарп Рыжих. 29 марта 1854 года он был пострижен в манатейные монахи с принятием имени По(а)лладий, а Мефодий Рыжих 20 июня 1854 года был пострижен в монашество под именем Мартирий. На первых порах богослужение в монастырском храме проводил священник села Тримихайловского.
Для успешного становления монашеской жизни обители требовался опытный человек. Такого в Самарской губернии не нашлось, и епископ Евсевий обратился к курскому епископу Илиодору, с просьбой направить в Спасо-Преображенский монастырь опытного иеромонаха и несколько послушников из одного из многочисленных курских монастырей. Илиодор избрал для этой цели иеромонаха Глинской Богородицкой пустыни Аполлинария с послушниками Никитой Ревой и Евфимом Кравцевым. 30 марта 1854 года Аполлинарий приступил к своим обязанностям.
Одной из первоочередных задач Аполлинарий видел строительство каменного храма. В 1857 году были заложены собор и примыкавшая к нему колокольня высотой в 26 саженей (≈55,5 м). Строительство заняло 4 года, 13 сентября 1861 года Аполлинарий освятил построенный собор во имя Казанской иконы Божией Матери, колокольня была достроена в 1867 году. Не забывал Аполлинарий и о строительстве прочих зданий: в середине 1850-х годов монастырь обзавёлся всеми необходимыми хозяйственными постройками. Масштабное строительство стало возможным благодаря помощи благотворителей, в первую очередь помещицы Анисьи Ивановны Пыхачёвой.

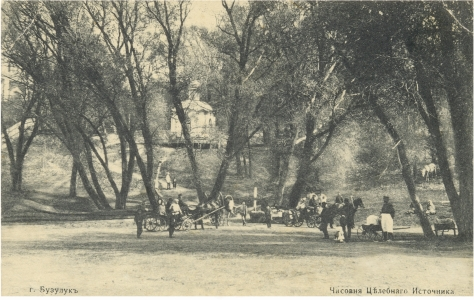
Часовня на целебном источнике

На источнике недалеко от монастыря была построена часовня, в которой в положенные дни совершался чин водосвятия. Часовня быстро стала популярной среди местных жителей, вода, освященная в ней, полагалась целебной. Многие приходили заказать молебен с водоосвящением, чтобы получить святой воды, заказные молебны в часовне практически не прерывались все летние месяцы.
После смерти игумена Аполлинария на должность настоятеля в феврале 1865 года был утверждён с возведением в сан игумена казначей иеромонах Нифонт, некогда вместе с Аполлинарием прибывший из Глинской пустыни простым послушником. Он продолжил дело своего друга. Тридцать лет он управлял монастырём, сделав за эти годы многое для его процветания.
В 1869 году была достроена Преображенская церковь. Она была освящена самарским епископом Герасимом в присутствии большого скопления народа. За последовавшей литургией был рукоположён в иеромонахи настоятель Бугульминского Александро-Невского монастыря отец Тихон, а на трапезе в настоятельской келье присутствовал самарский губернатор Григорий Аксаков.
В 1882 году появился ещё один храм, тёплый, деревянный, во имя святителя Николая Чудотворца, который освятил настоятель Нифонт. Строились и новые корпуса для келий: монастырь рос, увеличивалась численность братии, для чего требовались новые жилые помещения. В 1865 году был построен новый корпус для братии, в 1866 году — трапезная, в 1879 году — настоятельский корпус.
В августе 1871 года в Бузулук прибыла настоятельница Ключегорского монастыря Анна Ивановна Путилова. Здесь она заболела холерой, и, предчувствуя близкую кончину, от рук игумена Нифонта приняла монашество с именем Агния, а вскоре после этого умерла. Она была похоронена на территории Спасо-Преображенского монастыря, но спустя 30 лет её прах был перенесён в Ключегорский монастырь.
В том же году монастырь посетил писатель, граф Лев Толстой. Его шурин, Степан Берс, оставил записки об этом событии:
«В Бузулуке мы посетили старика — отшельника, который жил около монастыря в пещере. Лев Николаевич только внимательно слушал старика, говорившего исключительно о священном писании, но сам не говорил и впечатление своё мне не передавал…»
По всей видимости, неизвестный отшельник произвёл впечатление на Толстого, так как в 1875 году он, уже с семьёй, посетил его ещё раз, о чём снова свидетельствуют записки С. Берса:

«По обыкновению, Лев Николаевич, на этот раз с семьей, посетил Петровскую ярмарку в Бузулуке и побывал в тамошнем монастыре, где спасался почитаемый народом отшельник. Он жил в подземной пещере. Выходя оттуда, он гулял по саду; посетителям показывали яблоню, посаженную им 40 лет тому назад, под которой он любил сидеть, принимая богомольцев. Он сам показывал Льву Николаевичу и его семье своё пещерное жилище, гроб, в котором он спал, и большое распятие, перед которым он молился»

Сын писателя, Сергей, также отметил это событие в своём дневнике:
«29 июня в Бузулуке была большая ярмарка, отец поехал туда, с ним поехали мать, Степа и мы, трое старших… За Бузулуком был тихий монастырь, где в скиту, в пещере… жил отшельник, простой мужик. Отец с ним много разговаривал…»
Позднее Толстой ещё раз встречался с отшельником. Об этом сообщил уже он сам в письме к жене 31 июля 1881

Вчера был у меня старик пустынник. Он живёт в лесу по Бузулуцкой дороге. Он сам мало интересен и приятен. Но интересен тем, что он был один из 6 мужиков, которые 40 лет тому назад поселились в Бузулуке на горе и завели тот огромный монастырь, который мы видели. Я записал его историю.
Однако запись истории старика-пустынника не известна. Не известно ни его имени, ни того, почему один из первых насельников монастыря оставил его и жил в уединении. Некоторые исследователи, в частности Е. Курдаков, полагают, что именно в Бузулуке Толстой нашёл фабулу для своей повести «Отец Сергий»
Преемник Нифонта, игумен Михаил пребывал на посту настоятеля с 1896 по 1898 год. В 1897 году он приобрёл список со знаменитой и почитавшейся чудотворной иконы «Всех Скорбящих Радость» из Тихвинской часовни Санкт-Петербурга, известной как икона «с грошиками», «с монетками». Этот список тоже стал почитаться как чудотворный. И хотя не было задокументировано ни одного чудесного случая, связанного с данным образом, в народе икона благоговейно почиталась до конца 1920-х годов, когда она таинственно исчезла.
Следующим настоятелем стал архимандрит Христофор. При нём в 1903 году обитель освящением нового храма на пещерах торжественно отмечала свой пятидесятилетний юбилей. В 1899 году сгорел гостиный флигель, который вскоре был заменён новым. Пользуясь своими прежними связями Христофор привлек к монастырю помощь от благотворителей из Казани. На эти средства были отремонтированы Казанский собор, колокольня, ограда, чего ранее не делалось по стеснённости собственных монастырских средств.
Его преемник, игумен Модест также успешно поддерживал благосостояние обители. Летописец писал в период его руководства:

«Теперь по благодеющей и всемощной деснице Божьей святая обитель является благоукрашенной. Много положено в ней трудов и забот, сил духовных и телесных её руководителями отцами-настоятелями… Можно верить, нужно верить, что и впредь сила Божья и благость Божья даст обители и руководителей, и наставников мудрых и ревностных, и иноков благоговейных, а также и неиссякаемый источник расположения благотворителей и украсителей обители сей. Было все сие по ныне, будет с Божьей помощью и всегда».
Благочинный Бузулукского уезда Николай Богоявленский в рапорте епископу Константину докладывал: «В истекшем 1904 году в Бузулукских монастырях, вверенных моему наблюдению (Спасо-Преображенском мужском и Тихвинском женском), Богослужение совершаемо было по уставу, погрешности при совершении Богослужения не было; в Спасо-Преображенском монастыре сохраняется древнее церковное пение, заимствованное из Глинской пустыни… Отношения начальствующих к братии и сестрам кротки и духовны, имеющие целию не один только внешний порядок, но и душевное спасение их…».
Самарский историк О. И. Радченко писала про монастыри Самарской епархии: «Но наибольшей известностью и посещаемостью пользовались монастыри, в которых в той или иной форме сохранялись традиции старчества. Одним из таких монастырей на территории края был Бузулукский Спасо-Преображенский мужской монастырь. Он получил широкую известность не только в крае, но и далеко за его пределами как „оазис высочайшей духовности“. Множество паломников, особенно в праздничные дни, заполняли эту обитель в поисках духовного руководства, наставления и утешения. Именно через такие монастыри осуществлялась глубокая внутренняя связь мирской и монастырской духовности и культуры. Благодаря институту старчества происходило благотворное влияние монастырской этики на развитие нравственно-этических основ народов, населяющих край».
Число паломников было велико, по некоторым оценкам достигало нескольких десятков тысяч в год, монастырская летопись так описывает первую неделю Великого поста в начале XX века: «все помещения монастыря заполнены, а народ продолжает прибывать».
К началу Первой мировой войны Спасо-Преображенский монастырь представлял собой единый живописный архитектурный комплекс, обладал развитым хозяйством, направленным на поддержания существования монастыря а также оказание помощи нуждающимся. В монастыре строго выполнялся устав иноческой жизни. В таком виде монастырь перешёл под управление настоятеля Димитриана. Его правление было недолгим, отметившись лишь тем, что в 1916 году на колокольне были установлены башенные часы, приобретенные настоятелем. Вскоре после этого он был отстранён от должности, по не известным пока историкам обстоятельствам.

### Годы советской власти

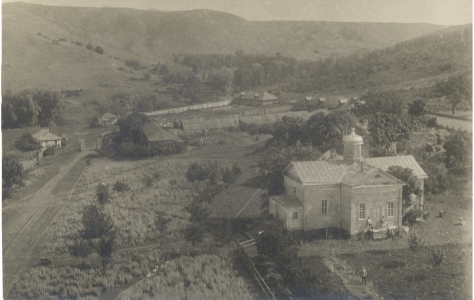
Спасо-Преображенский монастырь

Революционные события 1917 года монастырь встретил под управлением исполняющего обязанности настоятеля иеромонаха Герасима. Скоро последовали первые изменения в жизни обители. С февраля 1917 года было остановлено преподавание Закона Божия в монастырской школе.
20 января 1918 года СНК РСФСР издал декрет об отделении церкви от государства. По нему всё монастырское имущество перешло в распоряжение Советской власти. Уже в феврале 1918 года Бузулукский исполнительный комитет солдатских и рабочих депутатов направил в монастырь членов Сухореченского волостного исполкома взять на учёт весь «живой и мертвый инвентарь».
25 марта бузулукский исполком постановил реквизировать некоторые монастырские помещения для размещения комитета беженцев. В ноябре 1918 года инспектор отдела юстиции изъял монастырскую казну на общую сумму более чем в 28 тысяч 500 рублей. Крестьяне окрестных деревень безнаказанно открыто рубили лес в монастырских лесах, горожане и солдаты обирали плодовые деревья в монастырских садах.
В декабре 1918 года в монастырь поступило следующее распоряжение:
«Бузулукский подотдел вероисповедания напоминает духовенству монастыря, что декретом Советской власти до набега чехов предлагалось духовенству носить вне Богослужения одежду без внешнего отличия от граждан, а также короткие волосы. Духовные лица всех религий и исповеданий считаются такими же гражданами, как и все, а посему, находясь в кругу граждан, не должны отличаться никакой внешностью. Одежда, которую носят граждане, и короткие волосы к Богослужению не препятствуют»
В зиму 1918/1919 года в монастыре разместился кавалерийский полк, который, уходя, сломал колодцы. Однако, когда летом монахи стали спиливать засыхавшую берёзу для ремонта колодцев, им было заявлено, что сад принадлежит детскому приюту, и самовольная порубка деревьев грозит арестом. Все хозяйственные дела приходилось совершать после согласования с властями. Одно время даже, чтобы получить церковное вино, нужно было разрешение от революционного трибунала.

В подобных условиях экономическое состояние монастыря быстро приходило в упадок. Иеромонах Герасим обратился с письмом в комитет рабочих, солдатских и крестьянских депутатов: 
«…в души наши входит тревога, за что же? Хотя при отделении Церкви от правительства монахи лишены юридического значения, но они же граждане Российской Федеративной республики и имеют право устраивать жизнь на земле, по возможности не отделяясь и от неба. Да притом в состав общины входят не одни монахи… С общины были взяты на войну все подлежащие призыву, которые теперь по окончании войны возвращаются опять в общину. Неужели же мы за то, что православные и сорганизованы в общину и имеем свою церковь и своих священников и при свободе совести, подлежим разгону? После вышеизложенного Всепокорнейше просим крестьянских, рабочих и солдатских депутатов не оставить нас своим сообщением в нижеследующем. При утверждении Сухореченской волости оставить нашу общину при своей церкви и так как насельники общины все, за исключением двух из крестьян из-под сохи, то наделить землей в количестве таком, как и каждый гражданин Сухореченской волости, и оставить и сад и огород в соответствующем количестве, и так как есть вспаханная земля, то и посеять беспрепятственно. Для чего оставить живой и мертвый инвентарь… Мы слышали, что по постановлению в Петрограде разрешено иметь на каждое лицо по две лошади, а за излишнюю платить 100 рублей. Комитет же Ключевской волости хотит забрать на хуторе Мочаловском, входящим в район этой волости, весь живой и мертвый инвентарь, но, согласно упомянутому постановлению, они должны оставить лошадей по числу лиц, живущих на хуторе — членов общины монаха Викторина и солдата Петра, который в окопах попортил глаза газами и теперь должен носить темные очки. Покорнейше просим выдать печатное постановление относительно лошадей для представления в Ключевский комитет, а то не на чём будет приехать в монастырь. Присовокупляем, что в общину входят дряхлые старцы, и слепые, и безрукий, которые при организованном порядке общины не будут оставлены. Обработка полей, сада и огорода и другие хозяйственные дела обрабатываются своими руками. На прошлой неделе явились солдаты, искавшие в общине оружие. Сообщаем, во-первых, что оружия в общине никакого не имеется, во-вторых, в это тревожное время под видом солдат могут явиться и хулиганы».
В июне 1919 года монастырю всё ещё принадлежало 5 коров, 4 лошади и 3 верблюда. Осенью 1919 году уездный земельный отдел решил открыть молочную ферму, использовав для этого монастырские скотный двор, телятник и другие постройки.
Однако духовная жизнь в монастыре не прекращалась даже в столь тяжёлых условиях. Так в первой половине 1918 года 3 послушника были пострижены в рясофор, а 4 рясофорных послушника в монахи. 14 января 1920 года собрание церковного совета и прихожан церкви села Тримихайловки решило: «Ввиду распространившейся в нашем селе тифозной эпидемии и усиливающейся все в большей и большей мере просить отца настоятеля Спасо-Преображенского Бузулукского монастыря разрешить взять нам из вышеозначенного монастыря Чудотворную икону Божией Матери „Всех Скорбящих Радости“ для молебствия по домам желающих прихожан, для чего и уполномочили ходатайствовать по этому делу члена церковного совета гражданина Николая Григорьевича Тарасова» — сельсовет не смог противиться и официально разрешил молебен с иконой. Подобных просьб было довольно много, Самарский епархиальный совет даже выпустил специальную инструкцию, каким образом следовало ходить с иконой по деревням:
«# Разрешить временно в текущем году износить Св. икону по селам из монастыря в те села, откуда буде(у)т… приложенные приговора с… местных Советов о разрешении хождения по селу со Св. иконой.
1. Святая икона должна встречаться и провожаться с Крестным ходом.
2. При принесении иконы в приход должны служиться торжественныя всенощные и литургии с молебном Божией Матери.
3. При иконе должны быть два иеромонаха, в крайнем случае один иеромонах и … монашествующих для хождения и служения молебнов по домам при непрестанном … приходского священника прихода…
4. Доход за служения молебнов должны делиться на равные части между приходским священником и монастырем.
5. Сопровождение Св. иконы монашествующих должно быть благочинное, не унижающее ни Святыни, ни монастыря».

По некоторым сведениям, братия монастыря серьёзно пострадала при взятии Бузулука дивизией восставшего против советов Александра Сапожкова в середине июля 1920 года: «В Синещёком озере сапожковцы топили насельников Спасова монастыря: привязав их за ноги верёвками, верховые волокли монахов по земле и окунали в озеро вниз головами…». Однако историки полагают, что восставшие в Бузулуке никого не расстреливали, никаких избиений и погромов не производили, ограничились арестами коммунистов.
Монастырь попытался легализовать своё существование под видом сельскохозяйственной артели, хотя мог заниматься обработкой участка площадью всего в 12 десятин, прочие земли отошли в ведение уездного земельного отдела. Однако Советская власть продолжала притеснения монахов. В апреле 1922 года была составлена опись монастырских церковных ценностей, подлежащих конфискации. В неё вошли два Евангелия с серебряной отделкой, малое Евангелие в серебряной обложке, Евангелие в серебряной кованой обложке с камнями (13 хризолитов и аметистов), митра парчовая с рубинами и аметистами, серебряный ковчег и чаши с всеми принадлежностями, напрестольные кресты. Изъятию подлежали икона «Живоносный источник», икона «Спас Нерукотворный», образ Христова Воскресения и икона Преображения Господня, икона Николая Угодника в кованой ризе и другие. Из Преображенского храма было изъято всё, представлявшее хоть какую-нибудь ценность, в том числе икона над царскими вратами. Однако в описях не значится главная ценность монастыря — икона Божией Матери «Всех Скорбящих Радости». Историки предполагают, что монахи смогли укрыть её или передать на хранение надёжным людям. Её судьба остаётся неизвестной.
Пока неисследованными остаются последующие годы существования монастыря. По одним сведениям, в 1928 году Средневолжский областной административный отдел расторг договор с монастырём на пользование храмами. По другим, осенью 1929 года религиозная община Спасо-Преображенского монастыря ходатайствовала в Бузулукском районном исполнительном комитете об открытии деревянной Никольской церкви для проведения церковной службы. Исполком отказал, мотивировав тем, что все постройки монастыря находятся в распоряжении отдела народного образования, будут использоваться для размещения детской трудовой колонии, переводимой из села Таллы, и уже фактически переоборудуются для нужд колонии. Однако на том же заседании райисполком принял постановление:
«а/ Подтвердить свои прежние решения от 22 марта и 11 апреля о ликвидации Спасо-Преображенского монастыря.
б/ Настаивать перед Президиумом Окрисполкома об ускорении разрешения вопроса об изъятии от монашинской общины верующих культовых зданий и расторжении договора с этой общиной на пользование культовым имуществом и разрешении использовать эти храмы для нужд размещаемой в этом монастыре детской колонии.
в/ Одновременно обратить внимание Окрика на бюрократический подход со стороны Окр. Адмотдела.»
И таким образом получается, что распоряжения о закрытии монастырских храмов со стороны областного исполнительного комитета ещё не было, при том, что это был тот орган, который и был уполномочен принимать подобные решения. Однако в конце концов, под давлением райисполкома, облисполком принял соответствующую резолюцию, и в том же 1929 году религиозная община была окончательно изгнана из монастыря.
На территории монастыря разместилась колония для беспризорников. В Казанском храме были устроены токарные мастерские, в Никольском — кузница, Преображенский храм был разобран, кирпичи пошли на строительство клуба, Скорбященский храм был уничтожен. С 1944 года на монастырской территории разместилось исправительное учреждение для взрослых. С начала 1950-х годов на территории монастыря находилась колония строгого режима для несовершеннолетних, которая действовала до 2011 года. А с июня 2011 года территорию занимает ФКУ «Исправительная колония № 2» (женское исправительное учреждение)

### Современность

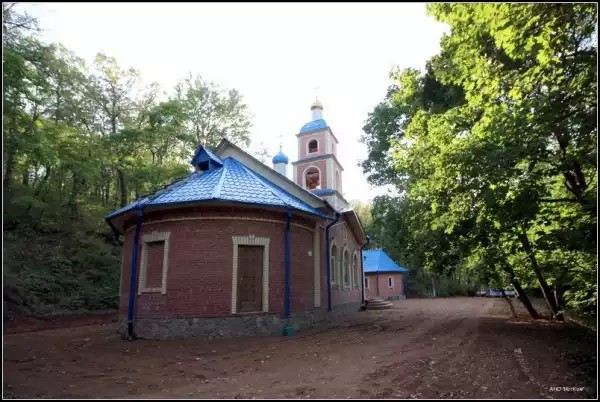
Современный храм на пещерах

За прошедшие с закрытия монастыря годы архитектурный комплекс его усадьбы серьёзно пострадал. Часть храмов была разрушена до основания, была уничтожена колокольня. Сохранилось здание Казанского собора, правда лишённое все культовых архитектурных элементов (куполов, глав, росписей на стенах и т. д.), сейчас оно используется под производственных цех колонии. Сохранилось и ещё несколько зданий. Кельи преобразованы в классные комнаты и спальни, в трапезной пищеблок для заключённых, стена в несколько рядов обтянута колючей проволокой. Несмотря на это монастырь сохранился лучше всех монастырей, бывших в Самарской епархии до революции 1917 года. Сохранившиеся здания были признаны выявленными объектами культурного наследия регионального значения.
С 1999 года на базе прихода бузулукского храма Спасо-Преображения действует Иоанно-Богословская православная школа.
Под руководством благочинного Леонида Антипова и игумена Виталия (Климова) в конце 1990-х годов начались работы по расчистке пещер.
В 2001 году был заложен новый храм на пещерах. Строительство завершилось в 2007 году.
17 октября 2003 года в день 150-летия официального открытия монастыря глава Спасо-Преображенского прихода игумен Виталий (Климов) в молитвенной комнате колонии совершил божественную литургию и благодарственный молебен. На церемонии пел хор монахинь возрождаемого Тихвинского женского монастыря
28 июля 2006 года впервые за восемьдесят лет над монастырём вновь раздался колокольный звон. На месте старого храма был вновь построен теперь уже кирпичный храм в честь иконы Божией Матери «Всех скорбящих Радость» — пещеры находились в отдалении от монастыря и не попали на территорию, занятую колонией. Вскоре была вновь построена и часовня в честь иконы Божией Матери «Живоносный источник». 5 августа 2012 епископ Бузулукский и Сорочинский Алексий (Антипов) освятил новый храм.

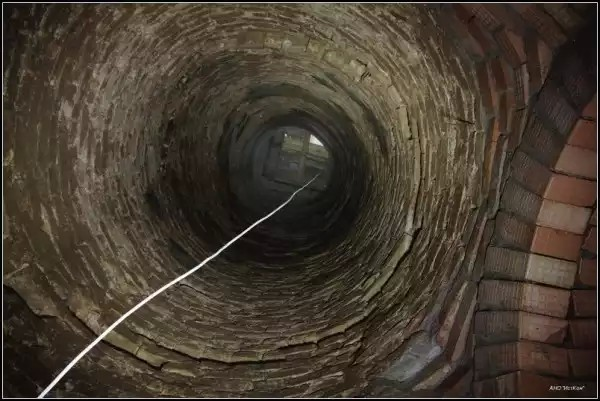
Вид на ствол шахты пещер, видны следы винтовой лестницы

Была обнаружена вертикальная шахта, ведущая к монастырским пещерам, засыпанная землёй и мусором. Постепенно она была расчищена, после чего начались работы по очистке самих пещер. К 2014 году было расчищено около 200 метров подземных коридоров, была обнаружена старая подземная кладка, которую восстановили, обнаружены две кельи, пространство под часовню, фрагменты строительных инструментов, ламп, массивный кованый из железа параманный крест. В настоящее время пещеры Спасо-Преображенского монастыря являются самым посещаемым паломниками местом Бузулукской епархии.
160-летие монастыря было отмечено божественной литургией на исторической территории Спасо-Преображенского монастыря. Она состоялась 12 сентября 2013 года на площади перед зданием Казанского собора, для чего были установлены помост с временным алтарём и жертвенником. На богослужении присутствовало около 200 человек: духовенство, сотрудники и заключённые колонии.
4 мая 2017 года Священный Синод постановил «открыть Спасо-Преображенский Бузулукский мужской монастырь города Бузулука Оренбургской области и назначить на должность наместника этого монастыря игумена Виталия (Климова)».

## Хозяйство

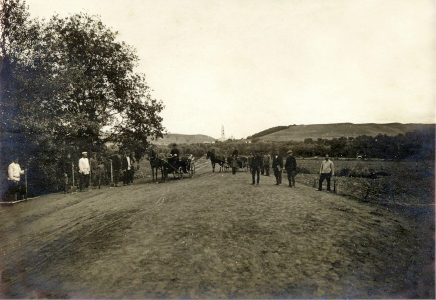
Дорога к Спасо-Преображенскому монастырю

Сохранилось описание монастыря, сделанное в начале 1850-х годов:

Чтобы достичь пустыни, мы переехали под самым городом плашкотный мост прозрачной Самары и пустились по столбовой дороге, пролегающей по займищу. Немного знаю я местностей, которые бы столько нравились глазу, как это займище… Через полчаса каких-нибудь мы уже были в пустыни, где нас радушно встретила смиренная братия.
Заведения вновь возникающей Преображенской мужской обители расположены на уступе Атаманской горы верстах в трёх от Бузулука на восхитительном и удобном местоположении. Здесь под юную обитель из Дружининского оброчного казенного участка нарезано 200 десятин земли с лесом, лугами и рыбными озёрами. С этого редкого по своей красоте пункта виден весь незатейливый Бузулук, река Самара и озера, покрывающие займище ея, деревня Палимовка и городская мельница на реке Бузулук, а дальше, на конце горизонта, представляется туманная даль, ограниченная лазоревым небосклоном.
Пространный деревянный с крестообразным мезонином корпус, главное здесь здание, заключает в себе братские келии, а в мезонине устраивается домовая монастырская церковь, для которой уже написан очень красивый иконостас в греческом вкусе и приобретены храмовые принадлежности. Другое не столь большое строение, составляющее монастырскую кухню и трапезную, назначается быть гостиницей, то есть местом отдохновения богомольцев. При обители есть пчельник и кирпичеделательное заведение; вообще Атаманская местность благоприятствует пчеловодству; на монастырских бахчах засеваются арбузы, дыни, огурцы и разные корнеплодные растения. На ключе, бьющем в нескольких шагах от главного корпуса из прелестного Атаманского ущелья, можно устроить мукомольную мельницу на 1 постав. Местность вообще изобилует текучими родниками.

С ростом монастыря появились и новые здания и строения. В 1854 году с южной стороны за оградой был построен странноприимный дом с двумя крыльцами. С северной стороны, около ручья, появились здания для содержания скота, а также каменная солодовня, квасоварня, маслобойня, кузница, баня, хлебные амбары и помещения для наёмных работников. На ручье была устроена мельница.
В 1855 году был заложен полукаменный двухэтажный корпус на 36 келий. Однако здание простояло недолго, оно полностью сгорело при пожаре в ночь с 8 на 9 мая 1865 года. В 1862 году монастырь обзавёлся каменной оградой, огораживавшей обитель с востока, юга и запада «полторы сажени высотой и три четверти аршин шириной». С северо-западной стороны монастырь был огорожен плетнём.
По углам ограды были построены высокие башни, в которых находились помещения для нескольких монахов. Также появились просфорная и здание для приёма почётных посетителей. Прибавилось и хозяйственных построек: появились ледник, каретник, конюшня.
В начале XX века было сделано ещё одно живописание монастыря:

Издали из города было очень красиво смотреть на красный кирпичный монастырь с белой отделкой, на высокую колокольню с часами, на домики для монашеских келий и поодаль на дома для приезжих… Монастырь был окружен лесом… Вокруг монастырской церкви был цветник, где росли кусты белых и розовых пионов и огненно-красные «царские кудри». Под монастырской горой было несколько ключей холодной, чистой и вкусной воды… В одном месте стояла часовня с отделанным колодцем. Горожане, идя в лес, брали всегда с собой чайники и котелки для этой воды…
В это время в монастыре было 5 корпусов. В одном размещалась трапезная, расписанная изнутри историческими картинами ветхозаветной библейской жизни. В двухэтажном корпусе около святых ворот на втором этаже размещались настоятель и казначей, а на первой находилась просфорная. Церковно-приходская школа размещалась в башне за алтарём собора.
Монастырское кладбище находилось за стеной, мирян на нём не хоронили.
Монастырские землевладения достигли площади в 764,5 десятин разными участками: 390 десятин находилось у самого монастыря, 51 десятина — у деревни Араповки, находившейся в 17 верстах от обители, 98 десятин у деревни Романовки в 30 верстах, и под Общим Сыртом — 216 десятин в 80 верстах от монастыря. Основными сельскохозяйственными культурами были пшеница, рожь, и овёс. В 45 верстах от монастыря, на реке Колтубановке, находилась монастырская мельница с двумя поставами и обдиркой. Также монастырь владел рыбными ловлями на двух озёрах. Занимались монахи и скотоводством: держали стадо дойных коров, лошадей, быков. Имелся фруктовый сад. На монастырской пасеке в 1872 году насчитывалось 30 ульев.
Монастырский капитал в 1903 году составлял сумму в 24 630 рублей.
Спасо-Преображенский монастырь имел подворья в Бузулуке и Самаре. Самарское подворье находилось на углу улиц Садовой и Александровской (ныне Вилоновской), занимало площадь в 640 квадратных сажен. В 1865 году на нём был построен деревянный флигель с надворными постройками. В 1882 году дворовое место перешло к частным владельцам.

### Пещеры

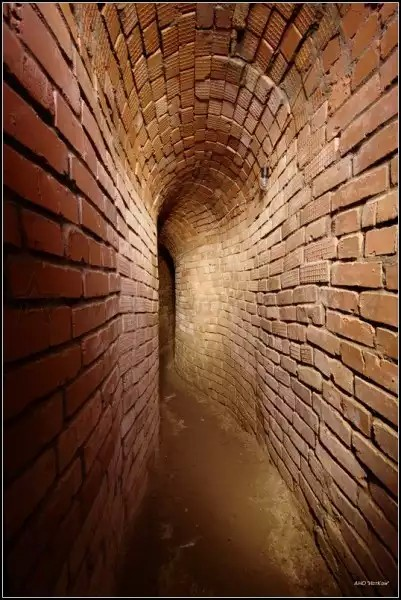
Одна из подземных галерей

Хотя монастырь после официального утверждения и строился на открытой местности, о пещерах, давших ему начало, иноки не забывали. Пещеры находились примерно в одной версте на северо-восток от монастыря. Пещерный скит был устроен образцу пещер Киево-Печерской лавры, все пещеры соединялись сводчатыми галереями, выложенными кирпичом и камнем. В пещерах были похоронены трое насельников обители: схимонах Евфимий, а также монахи Мокровий и Гедеон. «В день летнего Николы, Воздвижения Животворящего Креста и во время Великого поста пещеры посещало множество народа, большей частью простого и приходящего даже из других губерний» — сообщают о них архивные источники. По преданиям в пещеры из монастыря вёл подземный ход.

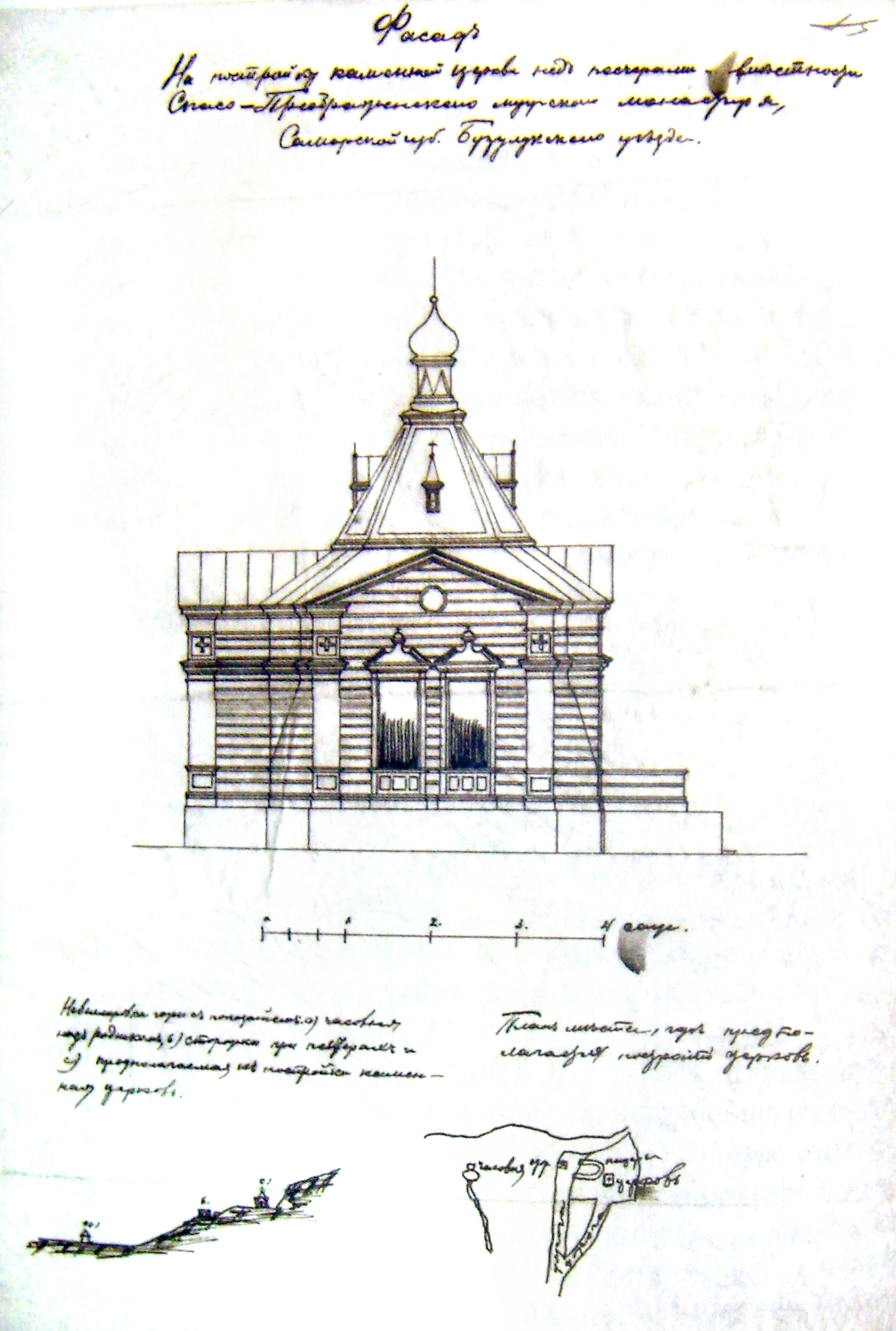
Эскиз фасада церкви над пещерами

В монастырской летописи от 5 сентября 1873 года есть запись «Ясно, но холодно. Окончательно достроена келья на пещерах деревянная, и которая пожертвована села Елшанки крестьянами в пользу собственно пещер по ходатайству старца Евстратия». Возможно это именно та изба, которая видна на сохранившихся дореволюционных фотографиях храма на пещерах, где храм находится на некотором возвышении. Историки предполагают, что в пещеры вело два хода, один был внутри этой избы или рядом с ней, второй появился позднее, когда был построен надпещерный храм.

### Храмы

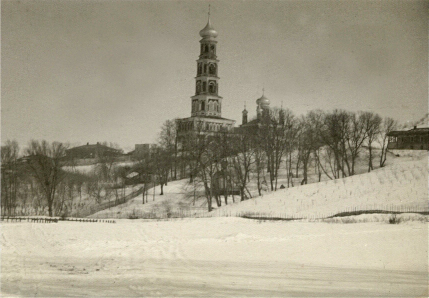
Спасо-Преображенский монастырь

Всего в Спасо-Преображенском монастыре было 5 храмов.
Первым появился деревянный теплый домовой однопрестольный храм во имя Смоленской иконы Божией Матери, построенный в 1853 году и освящённый 4 октября 1853 года епископом Евсевием. Храм был разобран в 1879 году по причине ветхости.
В 1864 году началось строительство ещё одного храма. Каменный холодный храм во имя Преображения Господня был освящён в 1868 году. Он размещался на втором ярусе каменной колокольни. Храмовый праздник отмечался 6 августа.
В 1882 году был построен и 19 сентября освящён настоятелем Нифонтом тёплый, деревянный однопрестольный храм во имя святителя Николая Чудотворца, находившийся на монастырской площади. Храмовый праздник отмечался 9 мая и 6 декабря.

#### Собор в честь Казанской иконы Божией Матери
В 1861 году был достроен и освящён теплый каменный однопрестольный собор во имя Казанской иконы Божией Матери. Это было величественное пятиглавное здание четырёхугольной формы, с четырьмя окнами, сводом и куполом с восемью окнами. Алтарная апсида тоже имела три окна.
Своды трапезной поддерживали четыре колонны. С северной стороны находился придел для помещений братии, ризницы и пономарки. Проёмы в стенах были арочной формы. Стены алтаря и самого храма были оштукатурены, покрашены голубой краской и расписаны историческими картинами из писания и изображениями святых. Собор был весьма вместительным и хорошо освещался солнечным светом.
В соборе имелся трёхъярусный, по голубому фону с позолотой, иконостас столярной работы. На первом ярусе были установлены иконы академической работы, которые были пожертвованы белгородской монахиней Серафимой Чуриковой. На других ярусах размещались иконы греческого письма. Этот иконостас с иконами и заклиросными киотами оценивался в большую сумму в 4500 рублей. Резные иконостасы столярной работы были установлены и за клиросами. В левой арке размещался иконостас с Иверской иконой Божией Матери, принесённой в монастырь с горы Афон. Этот иконостас оценивался в 120 рублей, а сооружён он был на средства самарской помещицы Марии Алексеевны Васильевой.
В притворе на восточной стороне находились иконы живописной работы: Преображения Господня и Смоленская икона Божией Матери, в украшенных резьбой киотах. Они были пожертвованы монастырю бузулукским купцом Артемием Зуевым. За правым клиросом, в особом резном с позолотой иконостасе размещалась главная монастырская святыня — образ «Всех Скорбящих Радости». В честь коронации императора Николая II образ был украшен жемчужною ризою. С иконы, на случай выноса из монастыря, была сделана копия в серебропозолоченной ризе.
Над царскими вратами находилась Владимирская икона Божией Матери, которую в 1911 году встроили в серебряный круг, излучавший сияние. Этой иконой благословил обитель при открытии самарский епископ Евсевий. По субботам в 5 утра перед этим образом читался акафист.
К левой стороне алтаря примыкала небольшая монастырская ризница, в которой среди прочего хранились фелонь и два стихаря из малинового бархата с золотыми оплечьями и коронами, подаренные обители императрицей Марией Александровной в 1862 году. Здесь же хранилась пожертвованная епископом Евсевием дорогая парчовая фелонь на белой шелковой подкладке. Монахиня Серафима Чурикова пожертвовала монастырю вышитое золотом и серебром облачение с изображением икон Воскресения Христова и Казанской Божией Матери. Также из древних вещей хранились напрестольное Евангелие, напечатанное в 1748 году. Его верхняя доска была изготовлена из серебра и позолочена. Харьковский помещик Хрущев пожертвовал монастырю серебряные напрестольный крест и дарохранительницу. Здесь же размещалась монастырская библиотека из 400 томов, состоявшая преимущественно из религиозных книг, в ней также находились архив и монастырская летопись, которая велась с 1867 года.
Храмовые праздники отмечались 8 июля и 22 октября.

#### Надпещерный храм во имя иконы «Всех Скорбящих Радость»

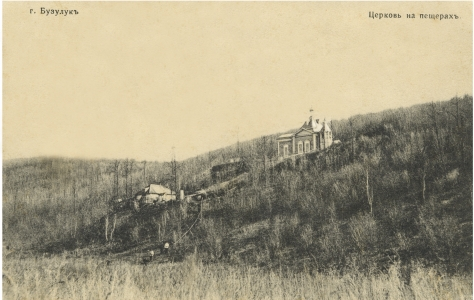
Церковь на пещерах

В 1902 году настоятель обратился к самарскую духовную консисторию с просьбой разрешить строительство храма на пещерах в честь прославленной иконы «Всех Скорбящих Радость». Такое разрешение было получено, начавшееся строительство велось на средства благотворителей, в первую очередь надворной советницы М. Ф. Ушаковой. Храм был освящён 5 октября 1903 года настоятелем монастыря, архимандритом Христофором.
Сохранилось описание храма: «Деревянная холодная церковь во имя чудотворной иконы „Всех Скорбящих Радости“ с монетами построена на пещерах близ монастыря на каменном фундаменте длиной и шириной 4 сажени, при ней алтарь длиной 2 сажени и шириной 3 саж… покрыта листовым железом крыша, окрашена зелёной краской… над крышей устроена обшивная глава. В западной стороне пристроены дощатые сени длиной 5 аршин, шириной 2 сажени, из которых устроен ход в пещеры, круглая лестница деревянная 4 сажени. Стены спуска выложены кирпичом, и над лестницей небольшая колокольня. Сени и колокольня покрыты железом и покрашены медянкой. Стены церкви, алтаря и сеней проклеены и окрашены масляной разноцветной краской под штукатурку. Дверей входных 2 растворные, деревянные устроены с западной стороны, окон с ординарными рамами и изнутри железными решетками в церкви и алтаре 7 (семь), в сенях и колокольне 4, все окрашены масляной … краскою. 2 креста на церкви и колокольне дубовые обиты белой жестью. Полы в церкви, алтаре и сенях одинарные, окрашены масляной жёлтой краской».

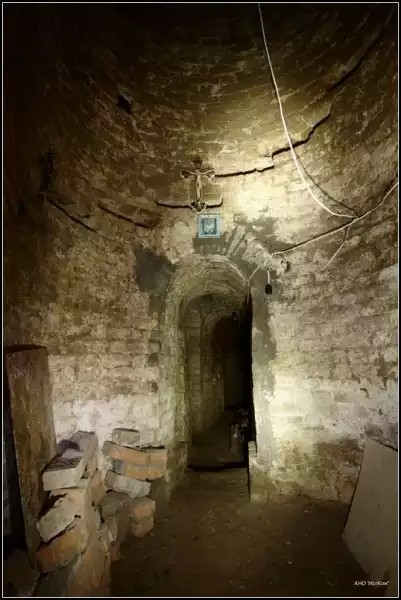
Проход из ствола шахты в пещеры. По периметру ствола видны места, где были установлены ступени винтовой лестницы

На колокольне были установлены пять колоколов. Самый большой весил 27 пудов, он был пожертвован некоей крестьянкой Марией из села Сухой Дол. 14-ти пудовый колокол пожертвовал мещанин Тимонтов из Бузулука. Третий колокол весил 7 пудов и два колокола были примерно в пуд каждый.
В иконостасе храма присутствовали иконы Спасителя, Божией Матери, Архангелов Михаила и Гавриила, Николая Чудотворца, святой Марии Магдалины, святого преподобного Сергия Радонежского и другие. Здесь же находилось все необходимое для богослужений облачение и сосуды, а также листовое Евангелие в малиново-бархатном переплёте. Его верхняя дека была покрыта медно-позлащенной крышкой, в середине которой было чеканное изображение Христова Воскресения, а по углам изображения евангелистов. Нижняя дека была украшена медно-позлащённой звездой и угольниками.
Храмовый праздник отмечался 16 июля.

### Часовни
У монастыря было две часовни. Часовня иконы Божией Матери «Живоносный источник» находилась на источнике под горой, с юго-западной стороны от монастыря. Была построена в 1856 году на средства епископа Евсевия и оренбургского генерал-губернатора В. А. Перовского.
Ещё одна деревянная часовня была устроена по благословению епископа Феофила 17 мая 1862 года в полуверсте от Бузулука, на земле, которую выделило городское общество. Предназначалась для сбора пожертвований

## Монастырская жизнь
Помимо материального обустройства монастыря игумен Аполлинарий активно налаживал и духовную жизнь обители. Он ввёл в монастыре все чинопоследования, которые совершались в Глинской пустыни.
В будние дни в полночь начиналась утреня; в 5 часов утра читался положенный по дню недели акафист. В 8 утра начиналась литургия. В летнее время в 17 часов, а в зимнее в 16 — начиналась вечерня, наконец в 20 часов было повечерие.
В праздничные дни совершалась продолжительная всенощная. Были в монастыре и особые праздничные дни, с особой торжественностью богослужений. Так 14 сентября совершался чин воздвижения креста Господня. 9 мая совершался крестный ход к пещерам, на источник и вокруг монастыря — эта традиция появилась после пожара 9 мая 1865 года. В великий четверг в 5 часов утра в соборе совершалось общее елеосвящение. Такие даты вызывали особенно большой приток паломников. Кроме этого, имелась традиция хождения в трапезу с «Пречистой»: в праздничные дни из храма, в котором совершалась литургия, братия шествовала в трапезную с большой просфорой, из которой изымалась частица в честь Всесвятой Богоматери. Совершавший литургию иеромонах в епитрахили нёс просфору в трапезу, перед ним шествовал иеродиакон, читавший псалом: «Вознесу Тя, Боже мой, Царю мой». За ними попарно шла вся братия во главе с игуменом под звон колоколов. После трапезы эту часть просфоры разделяли на части для раздачи всем присутствовавшим.
Свободное от церковных служб время братия посвящала исполнению послушаний.

### Монастырская школа
С 1869 (или по другим данным с 1870 года) в монастыре действовало училище на правах школы грамоты. В нём обучались дети из соседних селений, которые находились на полном монастырском обеспечении все три года обучения. В 1882 году в школе обучалось 14 человек: трое духовного сословия, двое из мещан, один из киргизов, а остальные — крестьянские дети. В 1885 году в школе было уже 17 учеников, в том числе один некрещёный казах. Учебники и учебные пособия в школу безвозмездно передавала уездная земская управа. Законоучителем в школе состоял Александр Вознесенский. Прочие занятия вёл послушник, отставной землемер Александр Морозов. Учащиеся показывали хорошие знания и успешно сдавали экзамены.
В 1891 году училище преобразовали в церковно-приходскую школу, а в 1916 году — в приют для беженцев.

## Насельники

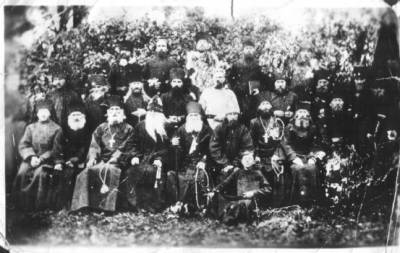
Братия Спасо-Преображенского монастыря. В первом ряду четвёртый слева — отец Макарий, впоследствии схимонах Максим

По первоначальному штату монастыря ему полагалось не менее 24 монашествующих, не считая послушников: игумен, казначей, эконом, 4 иеромонаха, 2 иеродиакона и 15 монахов. Имена первых послушников сохранились в делах государственного архива Самарской области, в частности в рапорте епископа Самарского Феофила (Надеждина) Синоду:

«Настоятель Бузулукскаго Спасопреображенскаго мужского монастыря Игумен Аполлинарий при рапортах своих представил прошения послушников ввереннаго ему монастыря Ефима Довгопятова, Григория Лешока, Ивана Карпова, Хрисанфа Филонова, Мелентия Гостева и Тимофея Короткова о поступлении их в монастырь с донесением, что помянутые послушники узаконенное время искуса исполнили. Именно: 1-й Довгопятов с 1847, 2-й Лешок с 1848, 3-й Карпов с 1848, 4-й Филонов с 1854, 5-й Гостев с 1850 и 6-й Коротков с 1854 года. Поведения все они хорошаго и во всем исправны, лета имеют совершенныя; от супружества свободныя».
В 1857 году в монастыре насчитывалось 36 монашествующих лиц и 37 послушников, при этом Спасо-Преображенский монастырь был крупнейшим среди мужских монастырей Самарской епархии. В начале века XX века в монастыре числилось 5 иеромонахов, 2 иеродиакона, 11 манатейных и 11 рясофорных монахов и 51 послушник. Преимущественно братия происходила из крестьян Бузулукского и Бугурусланского уездов Самарской губернии, однако были и представители иных сословий: купцы, офицеры, мещане, причём из разных городов: Самары, Казани и даже Москвы.
В 1913 году в обители проживало 73 человека: игумен, архимандрит, 5 иеромонахов, 1 заштатный священник, 3 иеродиакона, 1 схимонах, 14 манатейных и 4 рясофорных монаха, 27 послушников и 14 учащихся монастырской школы.
Даже в крайне тяжёлые для монастыря годы советской власти обитель не пустовала. В 1920 году в монастыре числилось 44 монаха и послушника (9 иеромонахов, 2 схимонаха, 3 иеродиакона, 15 монахов).

### Настоятели

#### Полладий
Первым настоятелем монастыря был основатель обители, рясофорный послушник Поликарп Рыжих, правда согласно указу Самарской духовной консистории он был лишь исполняющим обязанности настоятеля. Поликарп Рыжих происходил из государственных крестьян села Александровка. 29 марта 1854 года (а по его собственным словам 9 мая) он был пострижен в манатейные монахи с принятием имени По(а)лладий.
Поликарп Рыжих так писал о себе: «С юношества имея ревностную привязанность к истинной Христианской религии, как только возмужал, посещал святые места и мощи угодников Божьих и в таком положении решился жизнь свою провести в уединении и смирении и, получив от общества своего увольнение, подтвержденное местным начальством, начально жил в келье с пришедшими ко мне братиям и, потом с 1844 года ходатайствовал у местного епархиального правительства об открытии на избранном мною близ города Бузулука Самарской губернии месте общежительного монастыря».
30 марта 1854 года Полладий был уволен с должности исполняющего обязанности настоятеля. Новый настоятель, игумен Аполлинарий, по некоторым сведениям, предлагал Полладию возможность остаться в монастыре, выделив место в своих кельях и назначив на должность казначея. Однако тот завёл тяжбу. Полладий, Мартирий и послушники Максим Башмаков, Иван Дегтев и Герасим Жданов направили прошение в Синод с просьбой восстановить прежнего настоятеля в должности. Нового игумена поддержала прочая братия. В результате Синод указом от 29 сентября 1858 года отказал в восстановлении в должности (вероятно это связано с состоянием здоровья Полладия: епископ Феофил в 1857 году писал, что тот болен до такой степени, что, чтобы стоять на ногах, ему требуются костыли, а также с родственными отношениями с Мефодием Рыжих). Полладий был переведён в Успенский Уфимский монастырь, его дальнейшая судьба неизвестна.

#### Аполлинарий
Аполлинарий (в миру Андрей Лукашев) происходил из мещан Харьковской губернии. Родился приблизительно в 1809 году, учился в уездном училище в Харькове. В апреле 1833 года поступил послушником в Глинскую Богородицкую пустынь. Спустя 6 лет, в феврале 1839 года, игумен Филарет постриг Андрея в монахи, и уже в марте епископ Курский Илиодор рукоположил его в иеродиаконы.
6 марта 1843 года Аполлинарий стал иеромонахом. Он являлся уставщиком Глинской пустыни, и за честное поведение и значительную рачительность был награждён в июле 1846 года набедренником. Схиархимандрит Иоанн (Маслов) в своей работе «Глинский Патерик» писал об Аполлинарии следующее:

Про отца Аполлинария от бывшего ученика его стало известно, что он, состоя в должности уставщика Глинской пустыни, старался приучить себя к ночному бдению ради избежания искушений на грех и ради бодрствования на молитве. На ночь о. Аполлинарий привязывал себя длинными волосами к стулу, на котором успокаивался от дневных трудов. Как только задремлет и покачнется, стул дёрнет его за волосы. Проснется о. Аполлинарий, побудит своего ученика-послушника и начнет с ним класть поясные и земные поклоны с молитвами…
Вообще сведений о его служении в Глинской пустыни сохранилось немного, но о нём можно узнать из жизнеописаний других подвижников обители. Так в рассказе об иеромонахе Евграфе приводится такое упоминание: «Предчувствуя близкую кончину, подвижник часто причащался и соборовался… о. Евграф и больной отказывался от посторонних услуг. Только при крайней нужде он звал к себе иеромонаха Аполлинария, живущего рядом с ним в другой келье. В день смерти 12-го июня 1848 года он постучал Аполлинарию… Аполлинарий предложил выйти на крыльцо. Отец Евграф с благодарностью согласился. Почти вынесенный на руках, посмотрел он на ярко освещенное солнцем небо, и с восторгом духовным душа его отлетела в горния обители…».
В 1854 году Аполлинарий был официально переведён в Самарскую епархию, 20 марта 1854 года прибыл в Самару. 25 марта был возведён в сан игумена и с благословением от владыки Евсевия отправился в Бузулук, куда прибыл 30 марта.
Аполлинарий лично наблюдал за всеми делами Спасо-Преображенской обители, не упуская из виду ничего, что могло бы подействовать её благосостоянию. Под его неустанным контролем материальное положение монастыря, бывшего довольно бедным к приезду игумена, быстро улучшилось. Строго контролировал он и духовную жизнь в обители. За ревностное исполнение своих обязанностей в январе 1856 года указом Синода Аполлинарий был награждён наперсным крестом, в память о Крымской войне он также был награждён бронзовым наперсным крестом на Владимирской ленте.
Современники так его описывали: «Родом он был малоросс, наружности симпатичной, человек предприимчивый, практичный, всегда выражавшийся о себе, что „мало учен, да много толчен“».
Скончался Аполлинарий 30 октября 1864 года после тяжёлой болезни. Он был похоронен в склепе под сводами построенного им собора. Был он весьма любим и уважаем, память о нём сохранялась долгие годы. Впоследствии игумена Аполлинария включили в список российских подвижников благочестия и праведников, и его имя было опубликовано в специальном издании.

#### Нифонт
Нифонт (в миру Никита Рева) родился примерно в 1819 году, происходил из крестьян Астраханской губернии. Учился в сельской школе, был женат, но скоро овдовел. В апреле 1849 года он поступил в Глинскую Богородицкую пустынь, где два года спустя стал послушником.
В 1854 году вместе с отцом Аполлинарием он был переведён в Самарскую епархию, в Спасо-Преображенский монастырь, где в 1855 году Никита был пострижен в монахи с принятием имени Нифонт. 28 июня 1855 года он был рукоположён в иеродиаконы, на следующий год стал ризничим и 15 мая 1857 года Нифонт был рукоположён в иеромонахи. Нёс послушание казначея.
11 февраля 1865 года Нифонт был возведён в сан игумена и назначен настоятелем Бузулукского Спасо-Преображенского монастыря. 4 мая 1886 года епископ Оренбургский и Уральский Вениамин уведомил епископа Самарского и Ставропольского Серафима: «…Имею честь уведомить Вас, Милостивый Архипастырь, что настоятель Бузулукского Спасо-Преображенского монастыря игумен Нифонт при совершении Божественной литургии в Оренбургской Николаевской церкви 4-го сего мая возведен в сан архимандрита».
Непрерывные и неослабные заботы Нифонта о духовной жизни обители обратили на себя внимание епархиального начальства. Указом Самарской духовной консистории 28 сентября 1867 года он был назначен благочинным всех общежительных монастырей Самарской епархии. За усердное служение церкви Нифонт 15 апреля 1878 года был награждён золотым наперсным крестом, а 19 мая 1882 года — орденом Святой Анны III степени.
В 1896 году архимандрит Нифонт по состоянию здоровья уволился на покой с пребыванием в Спасо-Преображенской обители, по его опыту и всеобщему уважению, к нему по-прежнему прислушивались в вопросах о монастырских делах. Он скончался 26 сентября 1896 года и был похоронен рядом со своим предшественником и другом Аполлинарием.

#### Михаил
Игумен Михаил родился в семье священника. Окончил Самарскую духовную семинарию, после чего был рукоположён в священники. Состоял в причте Предтеченского собора в Николаевске, позднее трудился учителем в уездном училище. Епископ Феофил назначил его катехизатором. Был удостоен благословения Святейшего Синода.
В 1890 году овдовел и принял монашеский постриг в Николаевском монастыре, по указу духовной консистории став его наместником. В 1896 году он был возведён в сан игумена и назначен настоятелем Спасо-Преображенского монастыря. Всего два года он пребывал на этом посту, однако и столь краткий срок отмечен в истории обители, так как в эти годы отец Михаил приобрёл список с знаменитой иконы «Всех Скорбящих Радости», вскоре прослывший чудотворным среди местного населения.
По состоянию здоровья в 1898 году игумен Михаил уволился с поста настоятеля и в дальнейшем пребывал на покое в Самарском Никольском монастыре, где спустя непродолжительное время и скончался.

#### Христофор
Следующим настоятелем монастыря стал архимандрит Христофор (в миру Иона Дмитриевич Яснецкий). Родился в семье священника города Казани приблизительно в 1835 году. Окончил курс богословских наук в Казанской духовной семинарии, но чувствуя влечение к монашеской жизни не стал устраивать карьеру священника, а поступил в Иоанно-Предтеченский Казанский монастырь. В августе 1858 года принял монашество, и был рукоположён в иеродиаконы, и, позднее, иеромонахи.
В дальнейшем пребывал в Седмиозерной и Свияжской подгородней пустынях. За усердное служение был удостоен благословления Святейшего Синода в 1870 году.
В октябре 1896 года Христофор был переведён в Самарскую епархию, где был определён в самарский архиерейский дом. В 1898 году он с благословения самарского епископа Гурия занял пост настоятеля Бузулукского монастыря. И хотя первоначально планировалось, что эта должность будет временной, но получилось, что вся дальнейшая жизнь монаха была связана именно с этой обителью. При нём обитель торжественно отмечала своё пятидесятилетие.
В 1905 году по состоянию здоровья архимандрит Христофор уволился на покой с пребыванием в монастыре. В июле 1917 года иеромонах Герасим так писал о нём в письме одной из его духовных дочерей, разыскивавшей Христофора:
О. Христофор жив, зрение его хотя и притупилось до последних пределов, но все же по желанию своему он иногда служит и литургии, но хотя уже с трудом и неизменно с поддержкою, потому что стал очень слабо видеть Святое Писание.
Дальнейших сведений о его судьбе не имеется.

#### Модест
О шестом настоятеле монастыря известно немного. Игумен Модест происходил из купеческого сословия. В 1865 году он поступил в Софрониеву пустынь. В 1897 году он был рукоположён в иеромонахи, после чего был направлен на службу в Иерусалимскую духовную миссию. Его двухлетнее служение на Святой земле было отмечено благословением Святейшего Синода, после чего он возвратился в Софрониеву пустынь. Однако скоро он был переведён в Самарскую епархию, где епископ Константин в 1905 году возвёл его в сан игумена и 6 ноября назначил новым настоятелем Спасо-Преображенского Бузулукского мужского монастыря.
1 сентября 1907 года указом Святейшего Синода за труды в должности настоятеля Модест был награждён наперсным крестом. В 1914 году, после начала Первой мировой войны, Модест уволился на покой и доживал свой век в Софрониевой пустыни.

#### Димитриан
Следующим настоятелем монастыря стал Димитриан (в миру Дометий Андреевич Иванин). Родился примерно в 1872 году, происходил из крестьян Орловской губернии, обучался в губернском двухклассном училище. В марте 1891 года был принят в Оптину пустынь, а в июле 1899 года в Вяземский Свято-Предтечев монастырь, спустя год был зачислен в число братии этого монастыря. В 1901 по собственному прошению был переведён в Виленский Свято-Духов монастырь, где в том же году принял монашеский постриг и был рукоположён в иеродиакона, а в 1906 году — иеромонаха. С ноября 1908 по февраль 1909 года Димитриан служил священником в храме Рождества Богородицы Литовско-Виленской епархии, затем был направлен в Сурожский монастырь, но в том же 1909 году был назначен исполняющим обязанности эконома архиерейского дома.
В 1911 году Димитриан был переведён в Самарскую епархию, спустя год был награждён набедренником. В 1913 году он стал духовником Самарского Николаевского мужского монастыря и Иверского женского монастыря, продолжая выполнять обязанности эконома архиерейского дома. После ухода на покой игумена Модеста Димитриан был назначен исполняющим дела настоятеля Бузулукского мужского монастыря. 11 декабря 1914 года указом Самарской консистории за № 19899 он был официально утверждён в этой должности. Однако спустя несколько лет епархиальное начальство решило, что он не справляется с обязанностями настоятеля, началось официальное расследование его деятельности.
10 мая 1917 года и. о. настоятеля стал иеромонах Герасим. О Димитриане в архивном деле 1918 года сохранилась запись:
«к послушанию способен, но самовольно отлучился и неизвестно где в настоящее время находится», хотя известно также, что ещё в марте 1917 года он был в обители, будучи одним из тех, кто обращался к братии, что «согласно смысла здравого рассудка» нужно петь на ектениях слова: «О великой державе Российской и правителях ея», а в конце Богослужения: «Великую державу Российскую и правителей ея и все христолюбивое воинство и всех православных христиан».
Его дальнейшая судьба, а также обстоятельства, по которым его сочли неспособным к управлению монастырём, пока остаются неизвестными.

#### Герасим
10 мая 1917 года по указу Самарской духовной консистории братия монастыря впервые самостоятельно выбирала себе настоятеля. И. о. настоятеля стал иеромонах Герасим. Бывший крестьянин села Кинель-Черкассы Бугурусланского уезда Георгий Семенович Казаков родился примерно в 1863 году. В 1899 году он поступил в монастырь по увольнительному билету сельского общества, прошёл обучение в монастырской школе. В мае 1905 года был пострижен в монахи, спустя четыре месяца был рукоположён в иеродиакона, а в августе 1914 года — в иеромонаха. С октября 1916 года Герасим нёс послушание казначея обители.
В должности исполняющего обязанности Герасим пребывал до октября 1918 года. А 20 мая 1920 года архиепископ Самарский Филарет утвердил его духовником обители.

#### Пантелеймон
В октябре 1918 года настоятелем стал игумен Пантелеймон. В миру Петр Емельянович Пресняков, родился приблизительно в 1868 году в селе Сарбай Бугурусланского уезда, обучался в сельской школе, отслужил в армии. После выхода в запас поступил в Спасо-Преображенский монастырь в марте 1898 года. Был пострижен в монахи 27 июля 1900 года, спустя два года был рукоположён в иеродиакона, в ноябре 1905 — в иеромонаха. В 1909 году Пантелеймон был переведён в Казанский Спасо-Преображенский монастырь, откуда 5 июля 1914 года был мобилизован Казанской епархией. Был направлен в действующую армию, в 450-й подвижной госпиталь. Перед направлением на фронт или сразу после него был награждён набедренником.
На фронте Пантелеймон усердно относился к своим обязанностям и в мае 1915 года приказом по 4-й армии был награждён орденом Святой Анны III степени, а в 1916 году приказом командующего фронтом — орденом Святой Анны II степени. В марте 1918 года уволился из армии. К Пасхе 1918 года патриарх Тихон наградил Пантелеймона наперсным крестом. Вскоре иеромонаха вернули обратно в Бузулук, где он указом Святейшего Синода 21 октября занял должность настоятеля. Однако его дальнейшая судьба неизвестна.

#### Кирилл
Последним в советское время настоятелем монастыря стал игумен Кирилл. Георгий Тихонович Макаров родился примерно в 1881 году в селе Ивановка Бугурусланского уезда. Обучался в сельской школе. В декабре 1907 года поступил в Спасо-Преображенский монастырь. Только в феврале 1920 года он был пострижен в монахи под именем Кирилл, в декабре был рукоположён в иеродиакона. Дата вступления в должность настоятеля неизвестна.
Дальнейшая его судьба известна из архивного дела ФСБ. 21 марта 1929 иеромонах Кирилл был арестован за контрреволюционную деятельность, 24 мая постановлением особого совещания при коллегии ОГПУ был освобождён из-под стражи с запретом проживать в Москве, Ленинграде, Киеве, Харькове и прикреплением к определённому месту жительства сроком на 3 года в Северном крае. Где проживал и когда освободился из ссылки — неизвестно, но вторично арестован был 30 марта 1930 года. 29 апреля 1930 года тройкой ПП ОГПУ Средневолжского края за «участие в контрреволюционной организации, по заданию которой проводил антисоветскую агитацию и пропаганду, способствовал развалу колхоза» был осуждён к высшей мере наказания. Сведений о приведении приговора в исполнение не имеется. Был реабилитирован 29 ноября 1989 года прокуратурой Оренбургской области.

### Братия

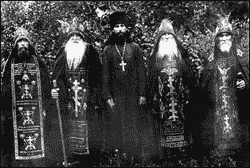
Схимонахи монастыря. На обороте сохранившейся фотографии указаны имена слева направо: схимонахи Мартирий, Максим, игумен Кирилл, схимонахи Варсонофий, Феодосий. По данным историка В. В. Никитина на основании свидетельства племянницы схимонаха Максима их имена: схимонахи Марк, Максим, игумен Кирилл, схимонахи Феодосий и Варсонофий

История сохранила не только имена настоятелей монастыря, но и некоторых выдающихся иноков, прославивших его благодаря отшельнической жизни, молитвенным подвигам, дару предсказаний и исцелений старцев Флегонта (Островского) и Максимия (Пилипцева), иеромонахов Сосипатра и Иоанникея, монахов Алипия и Иннокентия, монахов Гедеона и Морковия.
Иеромонахи Сосипатр и Иоанникий, схимонах Иннокентий и монах Алипий не только строго соблюдали монастырский устав, выполняя положенные послушания, но, будучи ревнителями больших подвигов и трудов, уходили из монастыря в лесную глушь, где в уединении занимались физическим трудом и жили религиозно-созерцательной жизнью. Они вырыли несколько пещер в обрывистом восточном склоне Атаманской горы. Иеромонахи Сосипатр и Иоанникий были похоронены слева от Никольского храма, схимонах Иннокентий — у притвора собора, а Алипий — на общем монастырском кладбище. Старец Епифаний отличался строгой жизнью, был постником, прекрасно знал церковный устав и правила монастырской жизни. Скончался на 49-м году жизни в 1892 году и был похоронен в склепе под каменным храмом.
Схимонах Евфимий, по преданию, был одарён особой благодатью, свойственной христианскому совершенству: младенческой простотой, обильным источником благодатных слёз и, как праведник, часто подвергался нападениям злых духов. Незадолго до смерти, он объявил приехавшему из Москвы духовному ученику, чтобы тот в следующий свой приезд прибыл к назначенному числу без опозданий, а когда тот задержался в пути, то встретил уже не старца, а его похоронную процессию.
Один из дореволюционных авторов указывал, что монах Бузулукского монастыря Гедеон незадолго до своей смерти был удостоен чудесного видения Пресвятой Богородицы. Ещё один старец Ефвимий (в некоторых источниках Ефим) отличался полной безответностью. Долгое время исполнял одно и тоже послушание: заготавливал дрова, чистил кухонные котлы, помогал повару, практически никогда не отдыхал и круглый год ходил в зипуне. «Что за тайна была в Ефиме, трудно сказать: можно причислить его к юродивым Христа ради» — так писал о нём один из исследователей истории монастыря.
Ряд иноков, принявших постриг в Спасо-Преображенском монастыре, впоследствии достигла высоких постов в других обителях.
Крестьянин села Алексеевки Бузулукского уезда Григорий Синельников в 1858 году поступил в Бузулукский монастырь, в 1863 году был пострижен в монахи под именем Геронтий, вскоре рукоположён в иеродиаконы и иеромонахи. В дальнейшем он исполнял обязанности казначея в Самарском архиерейском доме, настоятеля в Мойском Свято-Троицком монастыре и Бугульминском Александро-Невском монастыре. В 1900 году был возведён в сан игумена, был награждён золотым крестом и серебряной медалью в память царствования императора Александра III. Самарский мещанин Порфирий Павлов в 1866 году поступил в Бузулукский монастырь послушником. Здесь он принял постриг под именем Пимен, был рукоположён в иеродиакона и иеромонаха, а в 1893 году стал духовником Бугульминского Александро-Невского монастыря. Некоторое время нёс послушание казначея в том же монастыре ещё один выходец из Бузулукской обители: иеромонах Киприан (в прошлом бузулукский мещанин Константин Мясков). Бывший послушник Спасо-преображенского монастыря Гурий (Мишанов) стал в дальнейшем архимандритом, наместником Лужецкого Ферапонтова мужского монастыря в Можайске.
А иеромонах Лин остался в истории обители как мобилизованный на воинскую службу. Он был священником 1-го лазарета 83-й пехотной дивизии на Юго-западном фронте в годы Первой мировой войны. В мае 1917 года он был уволен на покой обратно в монастырь, куда и отправился в июне этого же года.

#### Флегонт Островский
Одновременно с основанием Бузулукского монастыря недалеко от него подвизался Флегонт Дормедонтович Островский, которому тогда было около 30 лет, и который в дальнейшем стал широко известен как праведный и мудрый подвижник благочестия.
К великому посту 1854 года он прибыл в Спасо-Преображенский монастырь. Вскоре он оставил обитель, но монахи просили его вернуться. Взяв у своего отца, дьякона села Волгапина Пензенской губернии, благословения на отшельнический подвиг, Флегон возвратился в обитель, но поселился не в ней, а на соседней горе, где выкопал себе землянку — продолговатую яму в два аршина глубиной. Крышей ему служил кузов от тележки, в котором было прорезано отверстие для освещения.
Сначала отшельнику жилось спокойно, но скоро его стали навещать благочестивые посетители. Подобное паломничество не осталось незамеченным. По некоторым сведениям самарский епископ убеждал подвижника вступить в братию монастыря, но тот отказывался. Однажды во сне он услышал голос «Флегонт, оставь своё жилище- не здесь место трудов твоих и упокоения», после чего в 1856 году оставил свою землянку и возвратился на родину, где и продолжил подвиги поста и молитвы.

#### Схимонах Максим

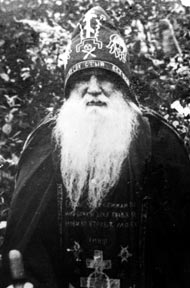
Схимонах Максим (в миру Матвей Георгиевич Пилипцев)

Самый известный насельник Спасо-Преображенского монастыря — схимонах Максим, в миру Матвей Георгиевич Пилипцев (по другим источникам Пилипцов). Его жизнь окутана множеством народных легенд. Родился в деревне Ивановка Бузулукского уезда (ныне Сорочинского района Оренбургской области) приблизительно в 1864 году в крестьянской украинской семье. Предположительно семья была достаточно обеспеченной: по материалам допросов НКВД в хозяйстве были 4 лошади, 3 пары быков, 3 коровы, 50 десятин земли, привлекались наёмные работники.
После перенесённого в детстве заболевания Матвей ослеп. По народному преданию родители привезли сына ещё в юношестве в монастырь, оставили на паперти собора и уехали. Такая версия, в частности, изложена в «Оренбургском цветнике» митрополита Мануила (Лемешевского), написанном им на основании воспоминаний и свидетельств очевидцев сведения о подвижниках веры и благочестия Чкаловской (Оренбургской) епархии.
Однако по монастырским документам он поступил в обитель по увольнительным документам из сельского общества 28 июня 1886 года, когда ему было уже более 20 лет. Бузулукский историк С. Колычев предполагает, что Матвей скорее всего был официально принят в монастырь по просьбе родителей, а возможно и его личной просьбе, с осознанным желанием посвятить свою жизнь монашескому служению.
Спустя почти 10 лет, 15 мая 1895 года, Матвей стал послушником. А ещё спустя год, 15 мая 1896 года, он был пострижен в рясофор с именем Макарий. 15 августа 1908 года он был пострижен в мантию. Слепой старец скоро стал известен народу, по свидетельству современников, жизнь его была прославлена богоугодными делами чудотворения. «Историй о том, как исцелял отец Максим, как указывал сделать правильный жизненный выбор, как помогал своими святыми молитвами, пожалуй, наберется столько, что из них можно составить отдельную толстую книгу».
Так сохранились следующие свидетельства чудесной и благодатной помощи монаха Макария:
«В Первую мировую войну многие просили открыть старца, жив ли муж или брат, взятые на войну. Ольга Степановна Муромова пришла в келью старца вместе с мамой, тревожившейся о муже, — от него давно не было вестей. Отец Макарий встретил их как знакомых, назвал по имени и пригласил попить чаю. А потом предложил отстоять позднюю литургию и вечерню, помолиться. „Как же мама, такая больная, будет стоять?“ — подумала Ольга Степановна. Но чашка чая из рук монаха подействовала лучше всякого лекарства. Ей сразу полегчало. А отец Макарий начал говорить, что вот, мол, приехал с фронта один солдат и рассказывает, какие бои страшные были, пули летели, свистели, шапку задели, а его вот не убили. Прошло несколько дней, и от отца Ольги Степановны пришло письмо, слово в слово, повторяющее рассказ старца, — будто тот каким-то чудом прочел его. Потом и сам отец приехал, жив и невредим».
Или другое свидетельство, тоже относящееся к периоду Первой мировой войны:
«Одна молодая женщина Анна только успела выйти замуж, три месяца пожили — и мужа мобилизовали на фронт. И долгих семь лет от Степана не было ни письма, ни весточки. Что только ни передумала его жена — уж жив ли он, и почему не дает о себе знать? Старший брат мужа со своей женой поехали за советом к отцу Макарию. И надо же было случиться — в дороге сломалась оглобля. Деверь налаживает телегу, а сам изругался весь. Кое-как приехали в монастырь. Заходят в келью, слова не успели молвить, а отец Макарий и говорит: „Семен, а Семен, что ты ругал меня? Разве я звал вас к себе? Вы по своей воле приехали“. Вот тут-то Семен и рухнул перед ним на колени, покаялся со слезами. Старец от души простил его, ласково побеседовал обо всем, что тяготило их семью. Прощаясь, просил передать Анне, чтобы она ждала мужа, никуда не уходила из его семьи. „Мы помолимся за воина Стефана, через колокольный звон отслужим молебен, и он сбежит из плена“. А вскоре пришло долгожданное письмо, а следом и сам Степан приехал. Рассказывает: „Жили там, забыли всех. И вдруг вспомнил. Не могу найти себе места, вспомнил все травки. Вспомнил, как птицы поют, как благоухает лес. Пошел на гумно, поймал самого сильного жеребца — и ускакал через границу, никто и не окликнул и не остановил. Каким-то чудом проскакал, как будто перенесли меня под Божьим покровом“».
Митрополит Мануил так писал об известности старца: «Во время германской войны, которую он предсказал за пятнадцать лет, множество беженцев, среди которых были старые и больные, приходило к нему со своим горем. Своими молитвами и утешением давал он облегчение скорбящим об убитых на войне близких. Исцелял он не только приходивших к нему, но и заочно, даже по письмам… Схимонах Максим великий молитвенник и постник — имел дар прозорливости, творил молитву Иисусову.» Во всех историях о жизни монаха Макария (схимонаха Максима) фигурирует факт, что он часто знал по именам людей, впервые к нему приходивших, знал он и вопросы, с которыми они к нему пришли. Отмечается, что он, несмотря на слепоту, уверенно передвигался самостоятельно, в том числе на дальние расстояния. Серафим (Томин) рассказывал, что слышал от Николая, келейника схимонаха, также незрячего человека, что он, ещё будучи послушником, очень горевал по поводу своей слепоты, на что Максим утешил его, сказав, что хоть он и сам незрячий, но знает, куда идти, чтобы не споткнуться, знает, кто приходит к нему, а впоследствии у него (Николая) будет такой же дар.
30 мая 1920 года инок Макарий был пострижен в великую схиму с именем Максим. Впервые был арестован в 1929 году и осуждён на 3 года за «контрреволюционную» деятельность. Известно что наказание отбывал в Алма-Ате, однако сведения о виде наказания (ссылка, заключение) не известны.
После отбытия наказания проживал в Самаре, где жил с 1933 по 1936 год, после чего перебрался в Бузулук, где проживал в доме у своей сестры Татьяны Солоповой.
В конце июля 1937 года схимонах Максим был арестован вторично. Содержался в Бузулукской пересыльной тюрьме, разместившейся в комплексе зданий Тихвинского монастыря. Предполагалось этапировать его вместе с остальными подследственными по данному делу в Оренбург, но начальник конвоя отказался перевозить схимонаха, мотивируя свой отказ тем, что в дороге следить за слепым некому и что старик может умереть по дороге, не дожив тем самым до вынесения приговора.
Согласно постановлению тройки УНКВД Оренбургской области от 14 августа 1937 года слепой 74-летний Пилипцев М. Е. являлся «…активным членом контрреволюционной фашистско повстанческой организации. В контрреволюционных целях организации был произведён в „святые“, в связи с чем к нему было организовано паломничество через посредство которого добывались средства для организации. Паломникам Пилипцев давал явно контрреволюционные установки на развёртывание работы против Советской власти», и был приговорён к высшей мере наказания. Приговор был приведён в исполнение 16 августа 1937 года, предположительно там же в стенах бывшего женского монастыря. Пилипцев Матвей Егорович был реабилитирован 13 июля 1989 года.
Народное предание, однако, говорит, что схимонах Максим скончался от жестоких побоев, после чего его похоронили на старом городском кладбище. Предположительное место его захоронения было указано его сокамерником, впоследствии туда организовалось настоящее паломничество. Имя старца не было забыто, память о нём сохранялась всего годы советской власти, а в настоящее время народное почитание схимонаха Максима достигло значительных размеров и является серьёзным фактором православной жизни Бузулука и Западного Оренбуржья.
Известный оренбургский клирик, бывший настоятель Пантелеимонова монастыря на Афоне, схиархимандрит Серафим (Томин) называл схимонаха Максима, с которым встречался незадолго до ареста последнего, духовным украшением Южного Урала и великим старцем, который уже давно должен быть канонизирован.
В настоящее время Бузулукская епархия Русской Православной Церкви собирает материалы для канонизации последнего настоятеля монастыря игумена Кирилла и схимонаха Максима.